# 大麦哲伦星系
大麥哲倫星系又称大麦哲伦云（英語：Large Magellanic Cloud，簡寫為LMC），是銀河系的一个卫星星系，距離約為50,000秒差距（～160,000光年），直徑大約是銀河系的1/20，恆星數量約為1/10（大約是100億顆恆星）。虽然比大多數星系為大，但在讨论银河系的时候也会被当做矮星系。
大麦哲伦星系的形态类似不规则星系，但似乎有一些螺旋結構的痕跡。有些推測認為大麦哲伦星系以前是棒旋星系，受到銀河系的重力擾動才成為不規則星系，因此在中央仍保有短棒的結構。在NASA銀河系外資料庫中依據哈伯星系分類為Irr/SB(s)m。
大麦哲伦星系是本星系群中第四大的星系，其餘三個為第三大的三角座星系（M33）、第二大的銀河系及第一大的仙女座星系（M31）。
在南半球的夜空中，大麦哲伦星系是一個昏暗的天體，跨立在山案座和劍魚座兩個星座的邊界之間。它的名稱來自航海家斐迪南·麥哲倫，在他繞行地球一週的遠航中觀察了它與小麥哲倫星系（SMC）。（其實早在約西元964年，波斯天文学家阿布德·热哈曼·阿尔苏飞就已經在恆星之書（Book of Fixed Stars）中記錄了這兩個星系。

## 特征

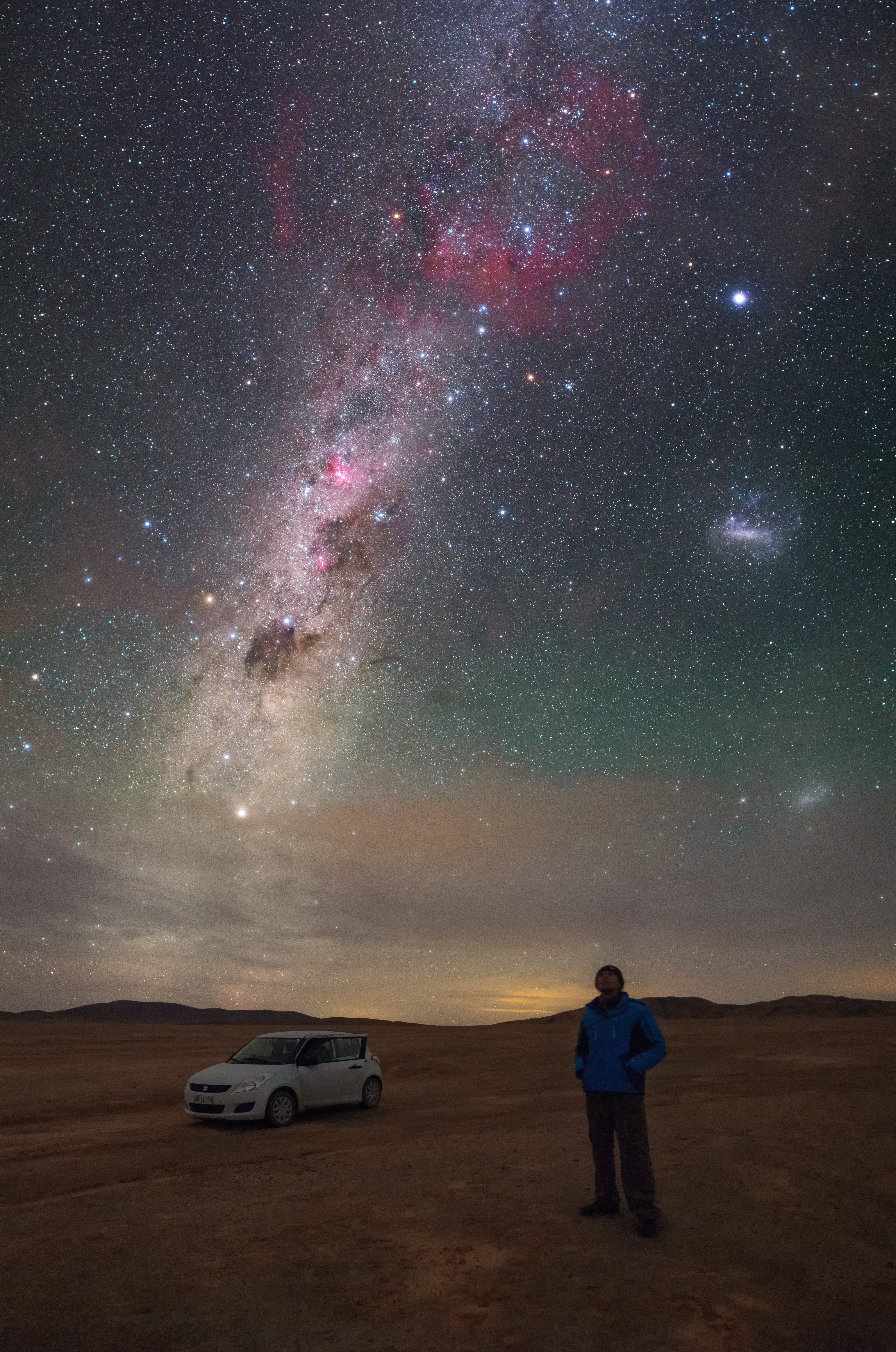
南半球所見的銀河，大麥哲倫星系和小麥哲倫星系位於右方

如很多不规则星系一样，大麦哲伦星系里存在丰富的气体和星际物质，并且正在经历着明显的恒星形成活动。这种大量恒星的形成现象可能是因为大麦哲伦星系受到了银河系潮汐力的影响。并且，银河系的潮汐力也从大麦哲伦星系中剥离了一些恒星和星际物质，形成了漫长的麦哲伦星流。
大麦哲伦星系内充满了各种星体和天文现象。当前已经在大麦哲伦星系内发现了60个球状星团，400个行星状星云和700个疏散星团，以及数十万计的巨星和超巨星。SN 1987A是最近在大麦哲伦星系里发现的超新星。

## 幾何形狀
大麥哲倫雲通常被視為不規則星系，然而它顯示出有棒狀結構的跡象，因此曾經被重歸類為麥哲倫型矮螺旋星系。
大麥哲倫雲有一個顯著的中央棒和螺旋臂。中央棒似乎有著扭曲，東西兩端比中心靠近銀河系。利用哈伯太空望遠鏡的觀測，在2014年測量出他的自轉週期大約是2億5千萬年。
長久以來，大麥哲倫雲被認為是一個二維（平面）的星系，與銀河系的距離是單一的。但是，科德威和考森在1986年發現在東北部的造父變星比西南部的造父變星接近銀河系。最近，通過觀測星場中其它的造父變星、核心燃燒氦的紅叢集和紅巨星分支等的觀測證實了這種幾何上的傾斜。綜合這三篇論文得到的傾斜約為35°，以正面朝向我們的星系傾斜被定為0°。利用碳星運動壆進一步的研究顯示大麥哲倫雲的盤面結構是兩個厚片和向外傾斜的。關於大麥哲倫內星團的研究，休梅克等人測量了大約80個星團的速度，並且發現在大麥哲倫雲的群體運動學符合纇似盤面分佈的星團運動。這些結果也得到了科德威等人的證實，他們計算了大麥哲倫雲中一些星團的距離，顯示它們的分佈與星場的平面是相同的。

## 距離
跟所有的星系一樣，確認LMC正確的距離是一項挑戰，多年來測量所得的數值變化極大。主要的困難肇因於作為銀河系外測量距離標準燭光的造父變星和天琴座RR變星，在銀河系內的視差還未能正確的校準；另一個原因則是LMC的金屬含量偏低對發光效率的影響尚不確知。在過去的十年，已經將距離確認在155,000～165,000光年的範圍內，以一個最近的距離模數估計的值是18.56，大約是51.5千秒差距。

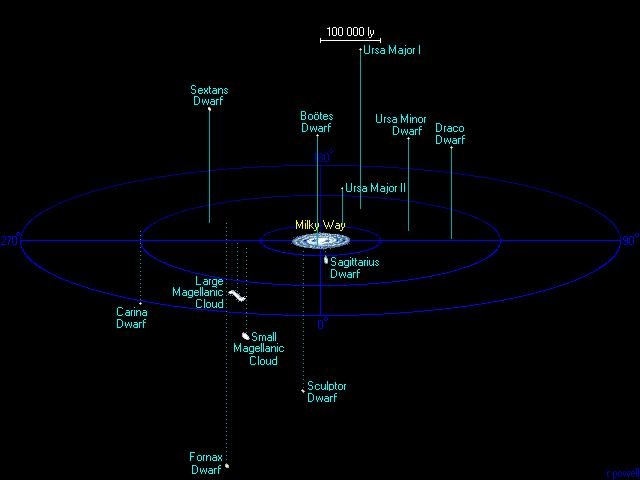
银河系周围星系的相对位置。大麦哲伦星系在图中银河系的左方略靠下

## 相关图集
- [14]

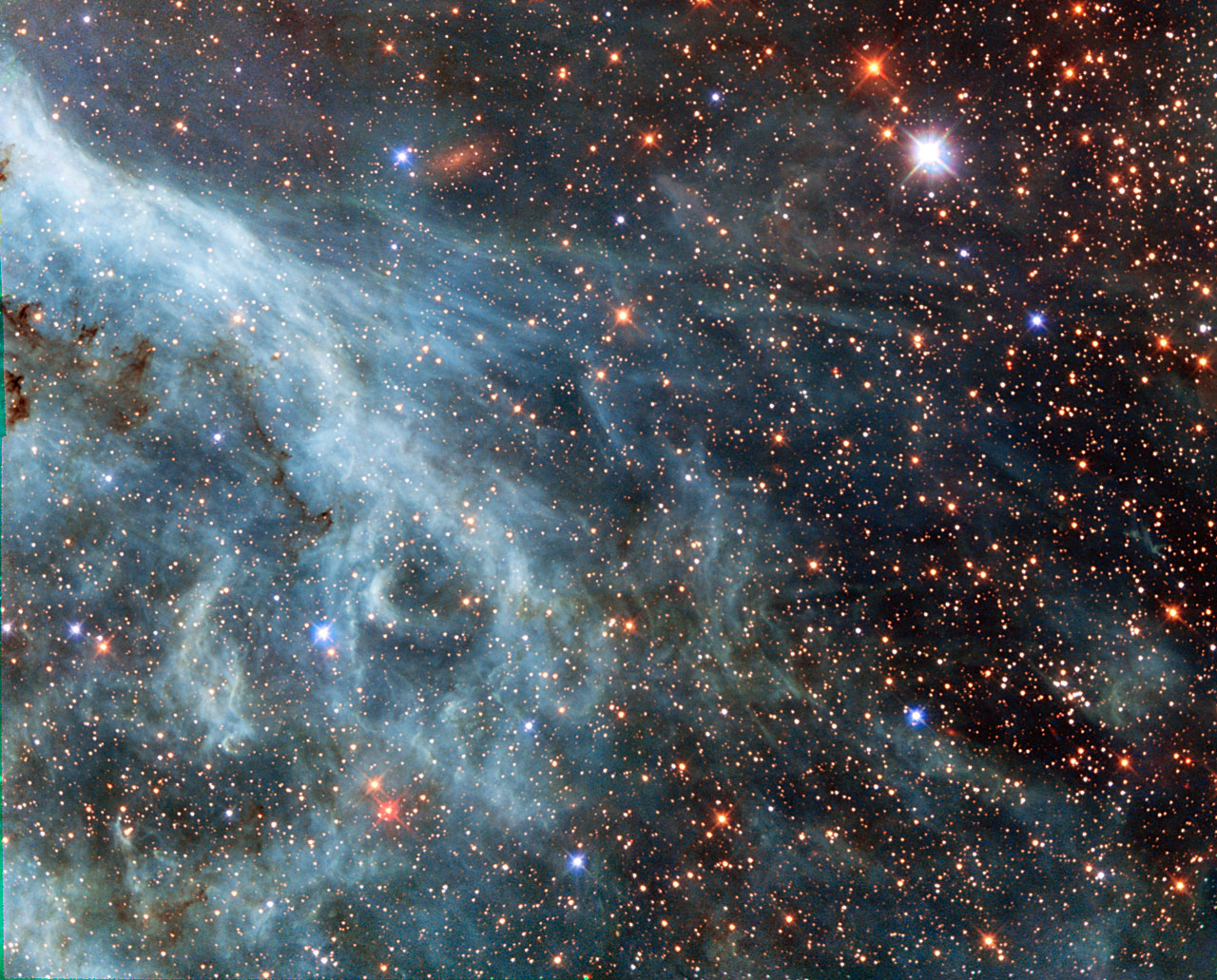
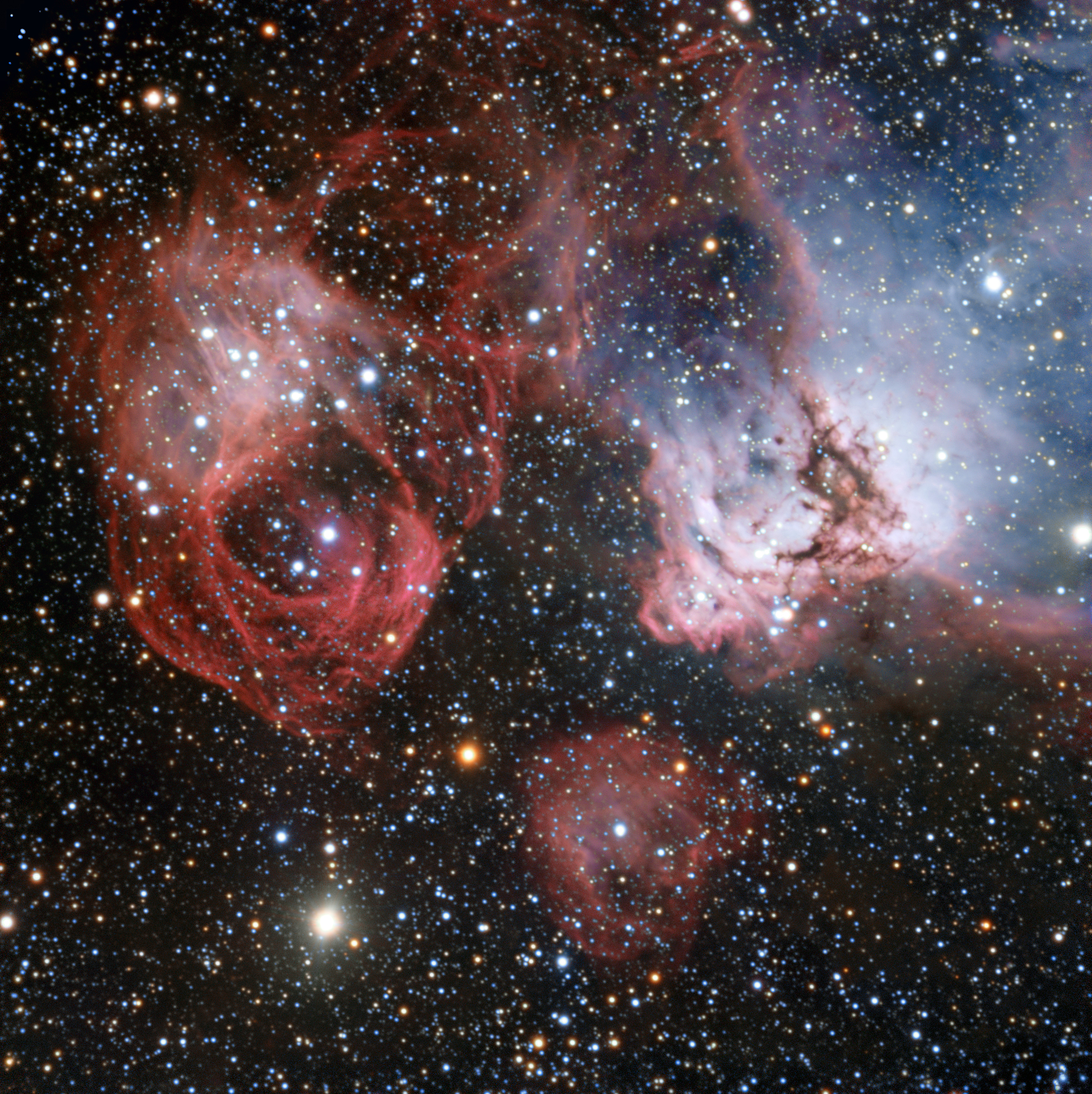
NGC 2035
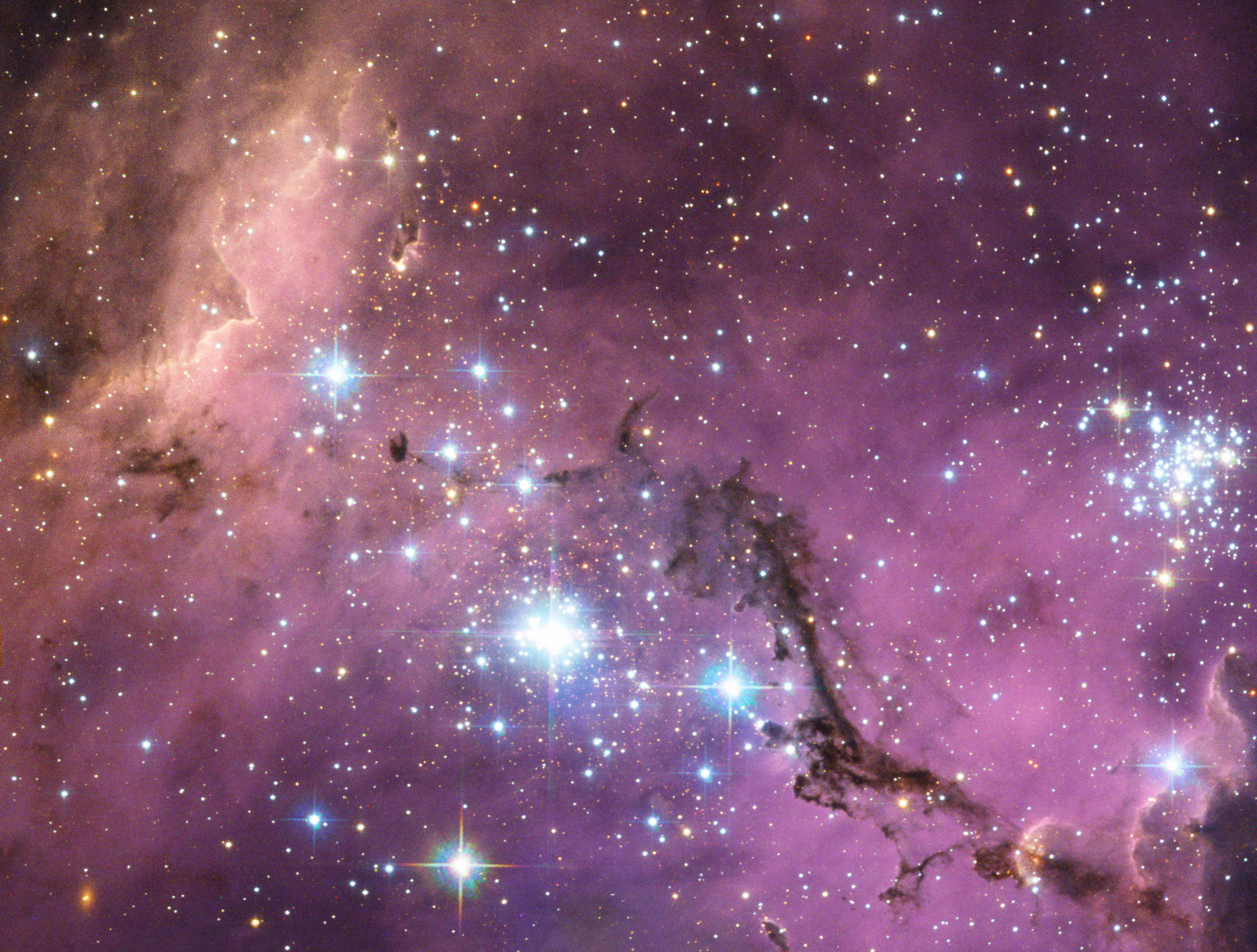
LHA 120-N 11
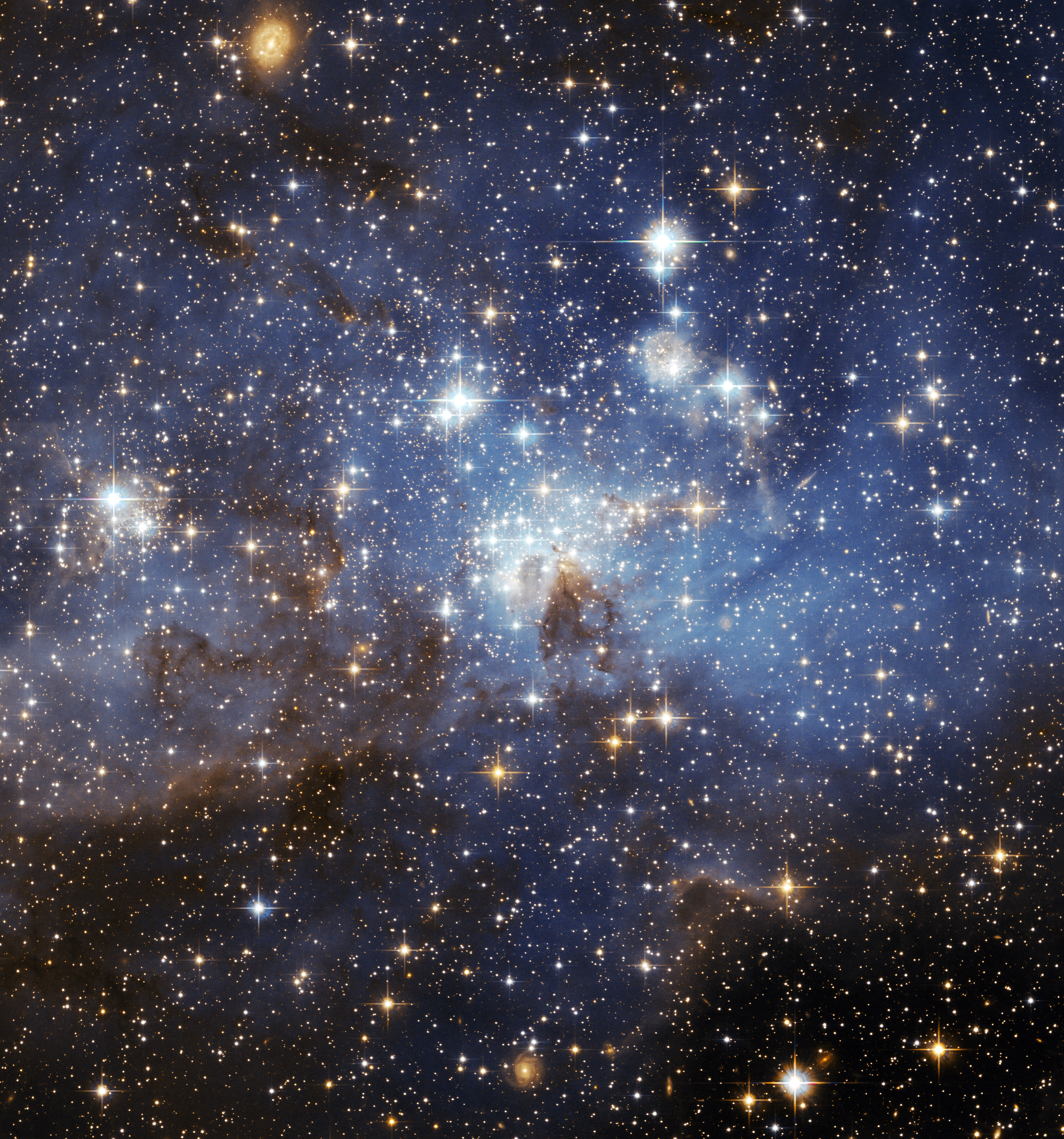
LH 95
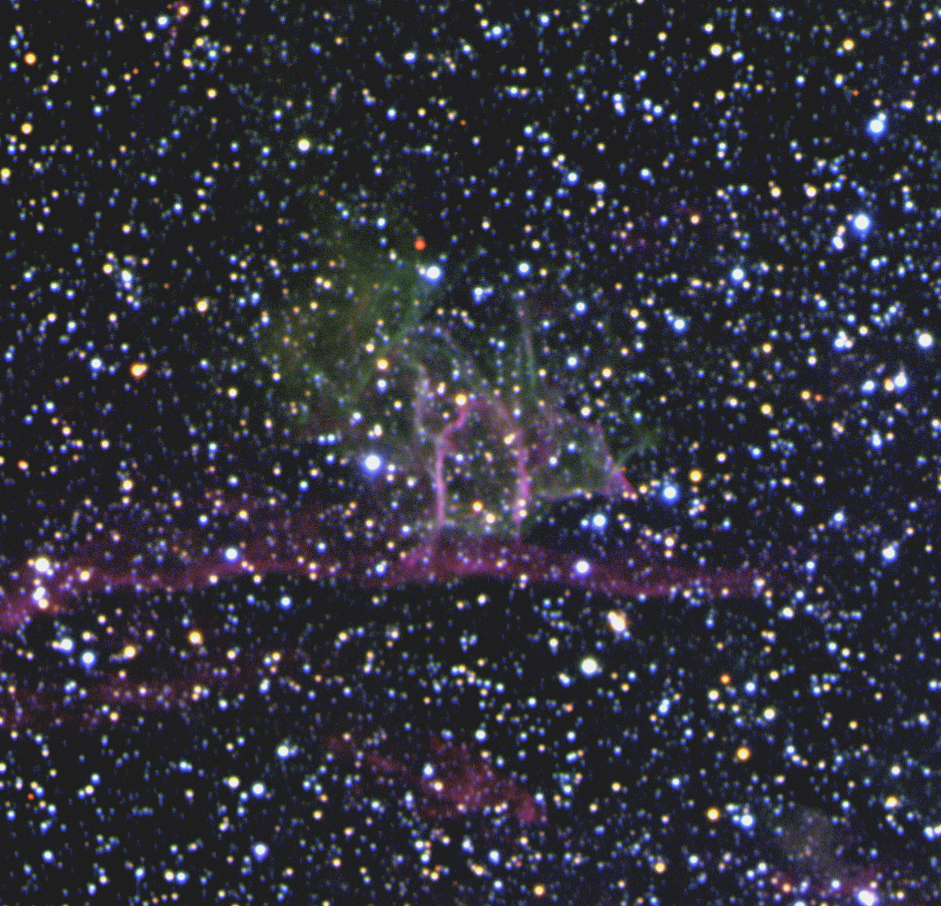
SNR B0544-6910
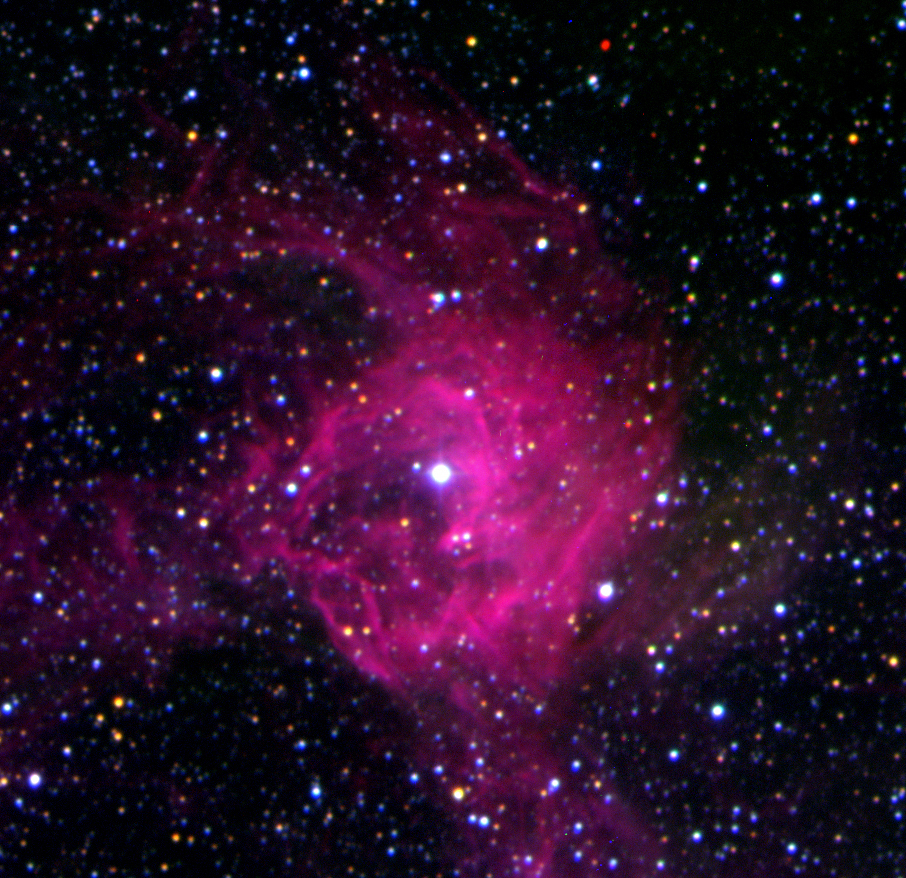
SNR 0543-689
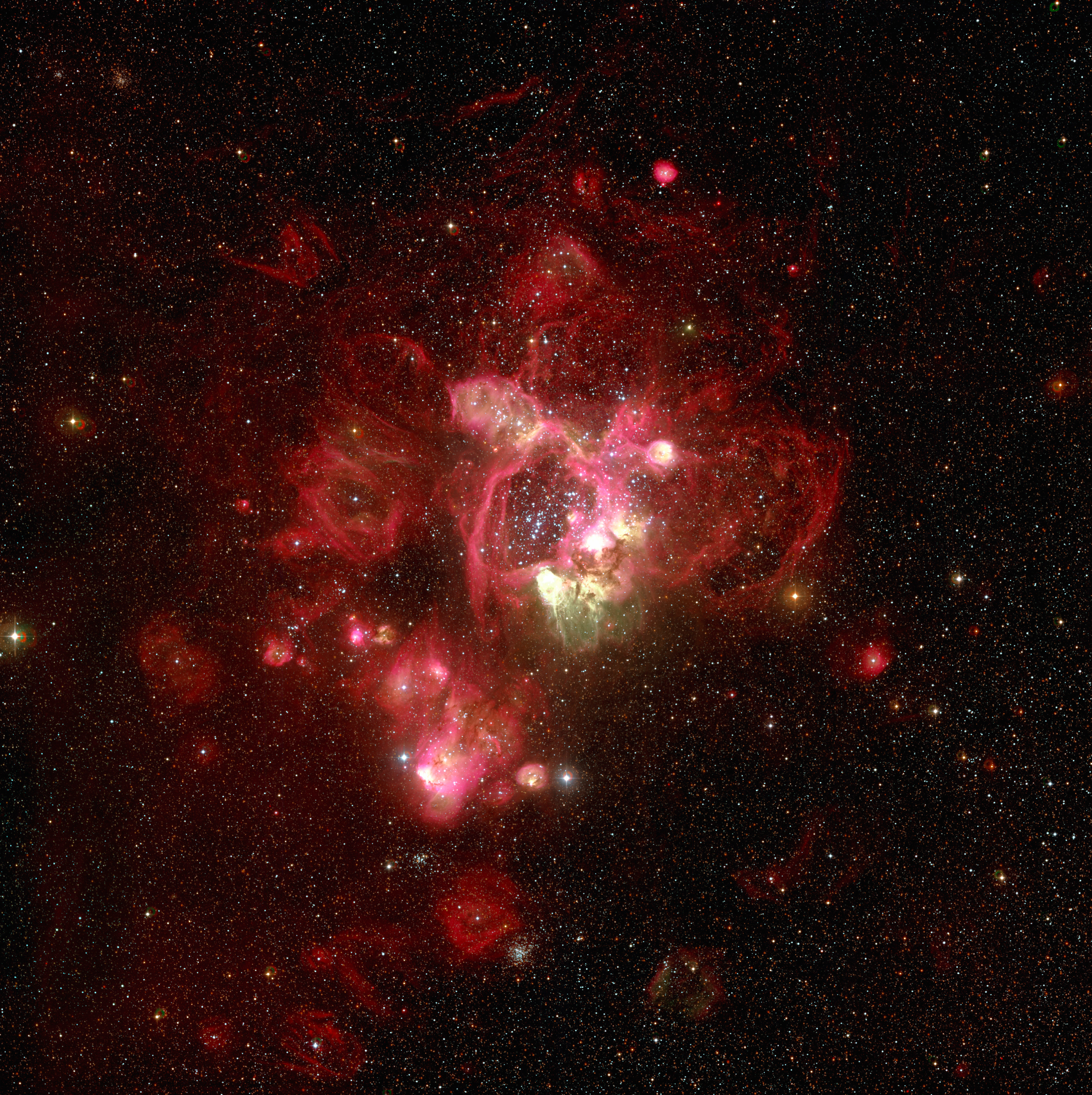
LHA 120-N 44
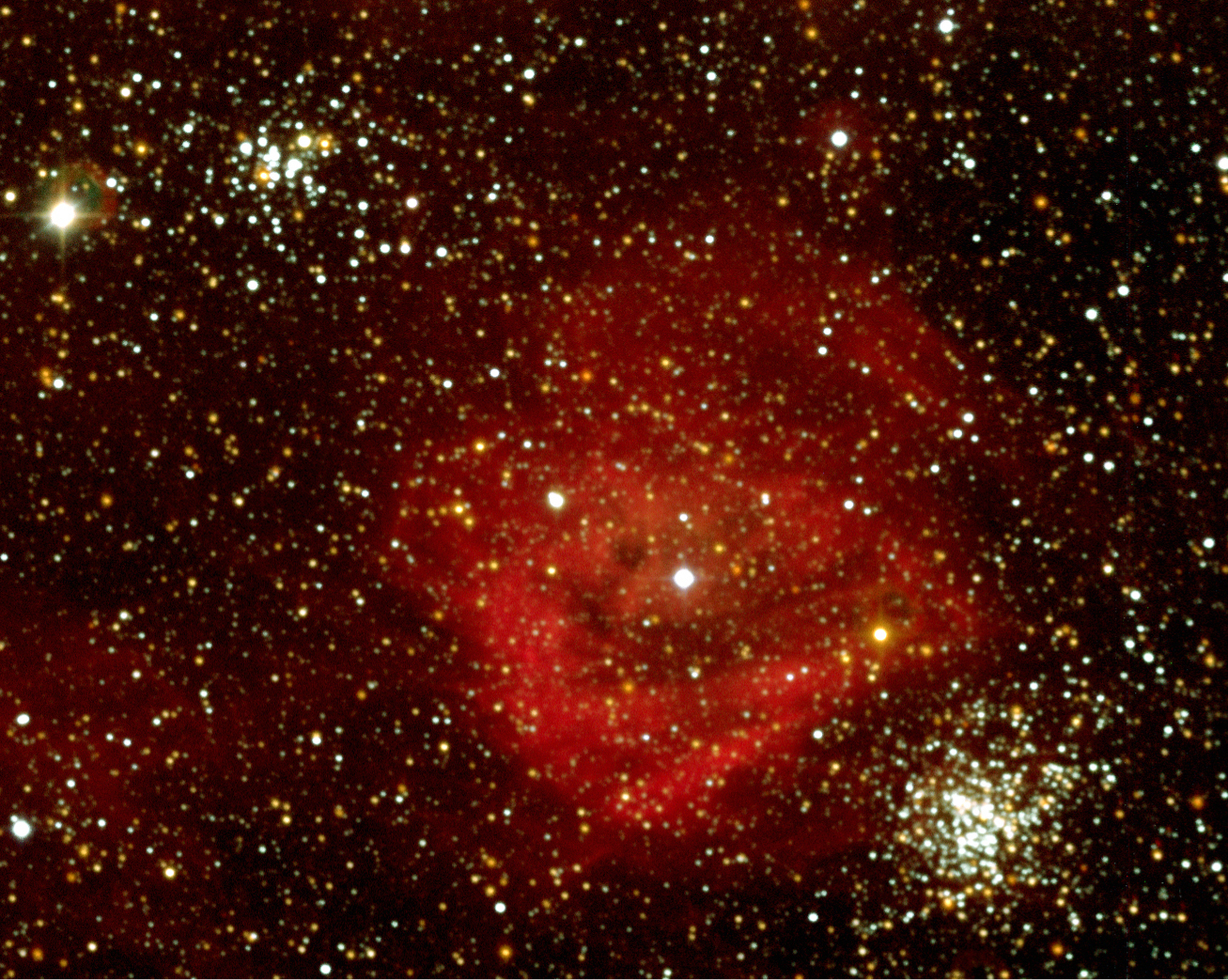
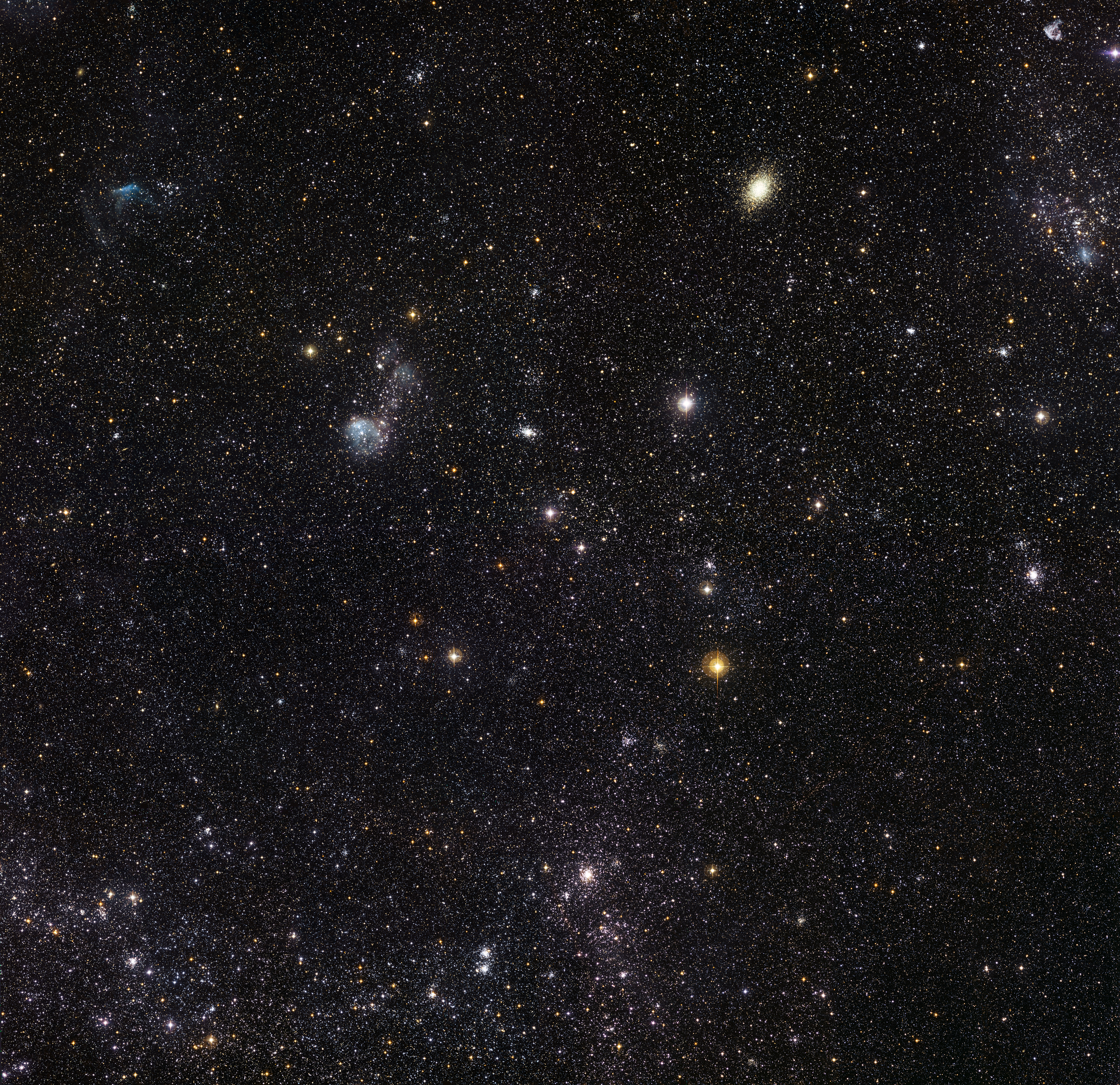
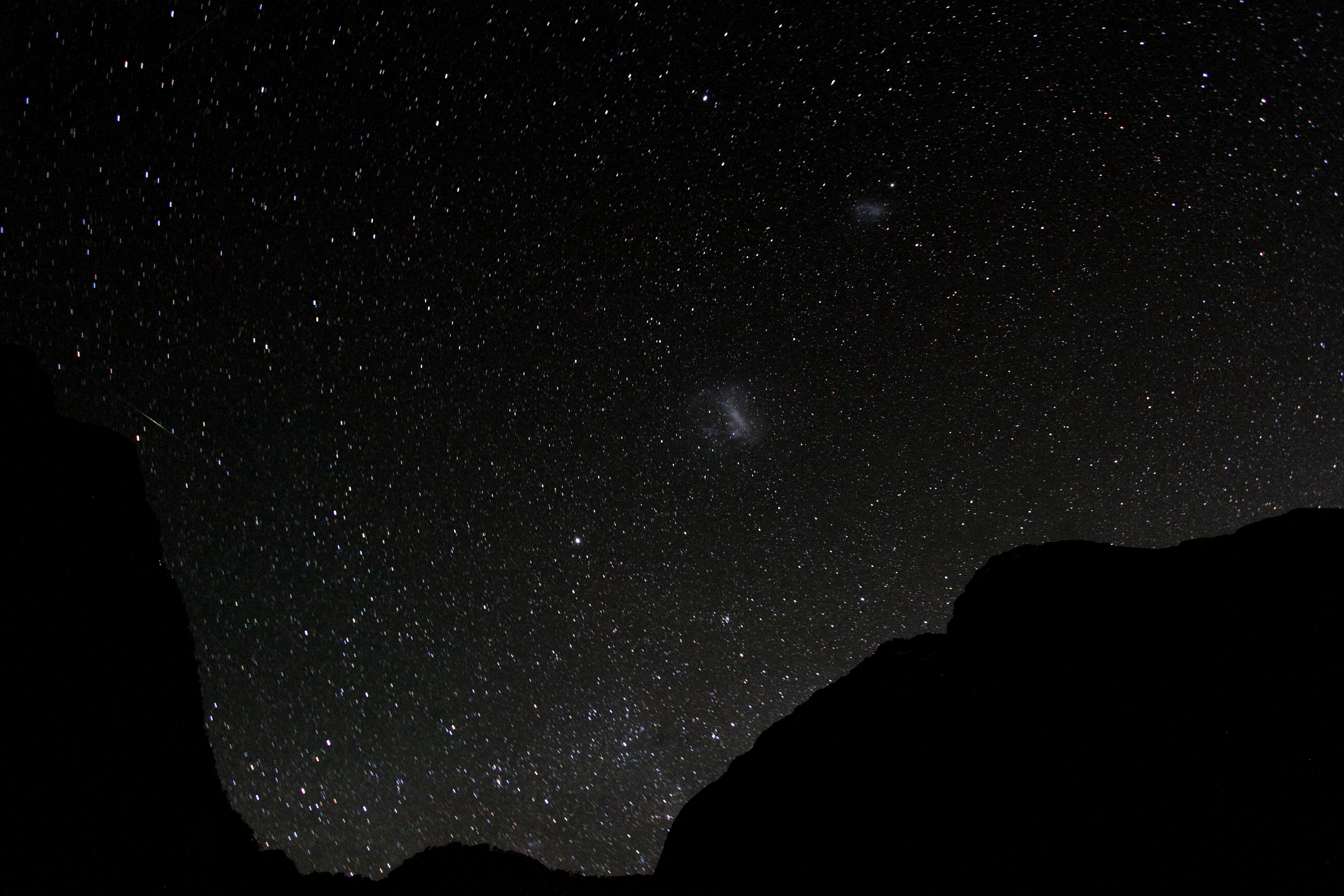
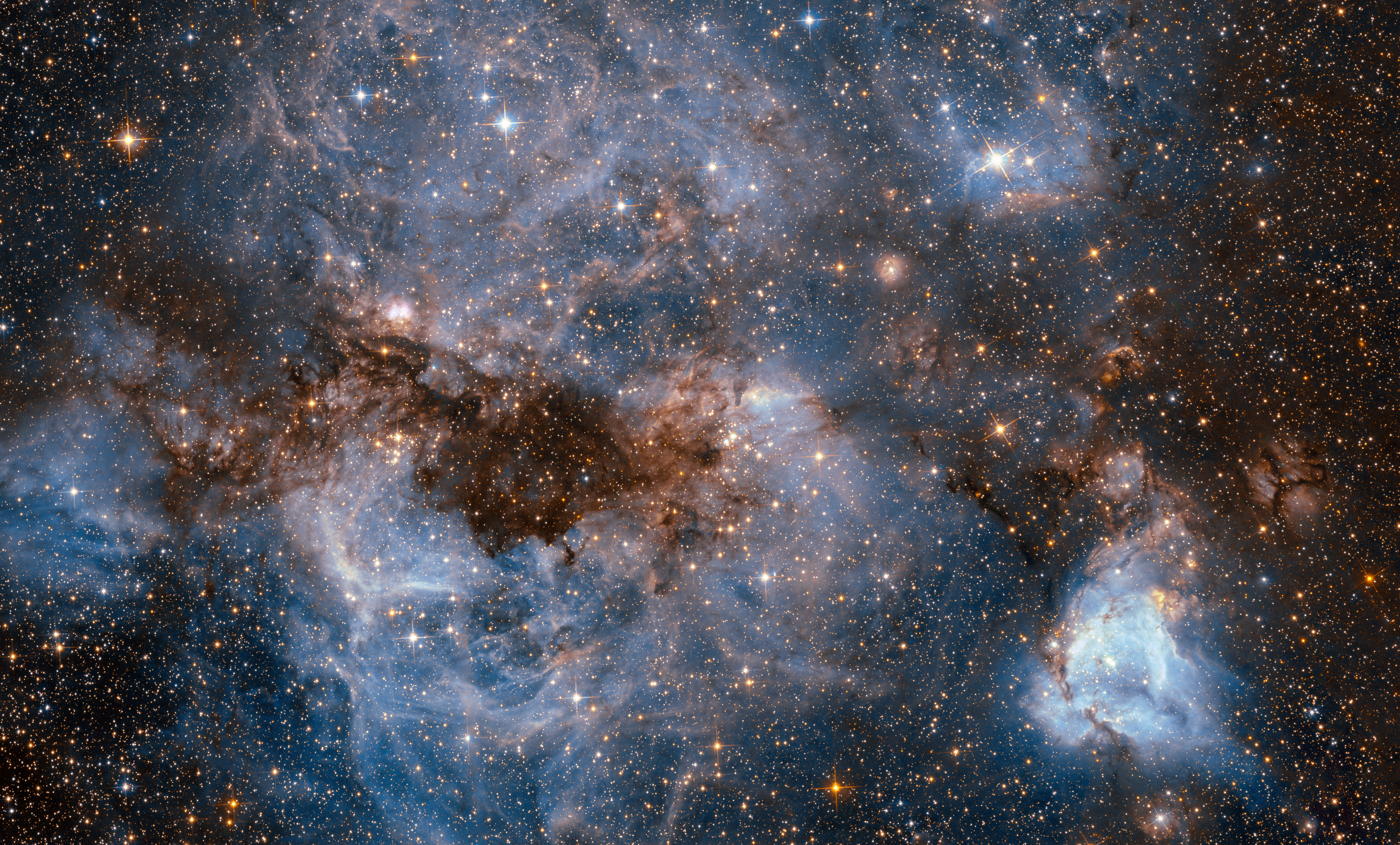
LHA 120-N 159

## 外部連結
- NASA銀河系外資料庫 （页面存档备份，存于）（英文）
- 天文詞條百科全書 （页面存档备份，存于）（英文）
- SEDS LMC page